# Цветовое пространство RGB с широкой гаммой

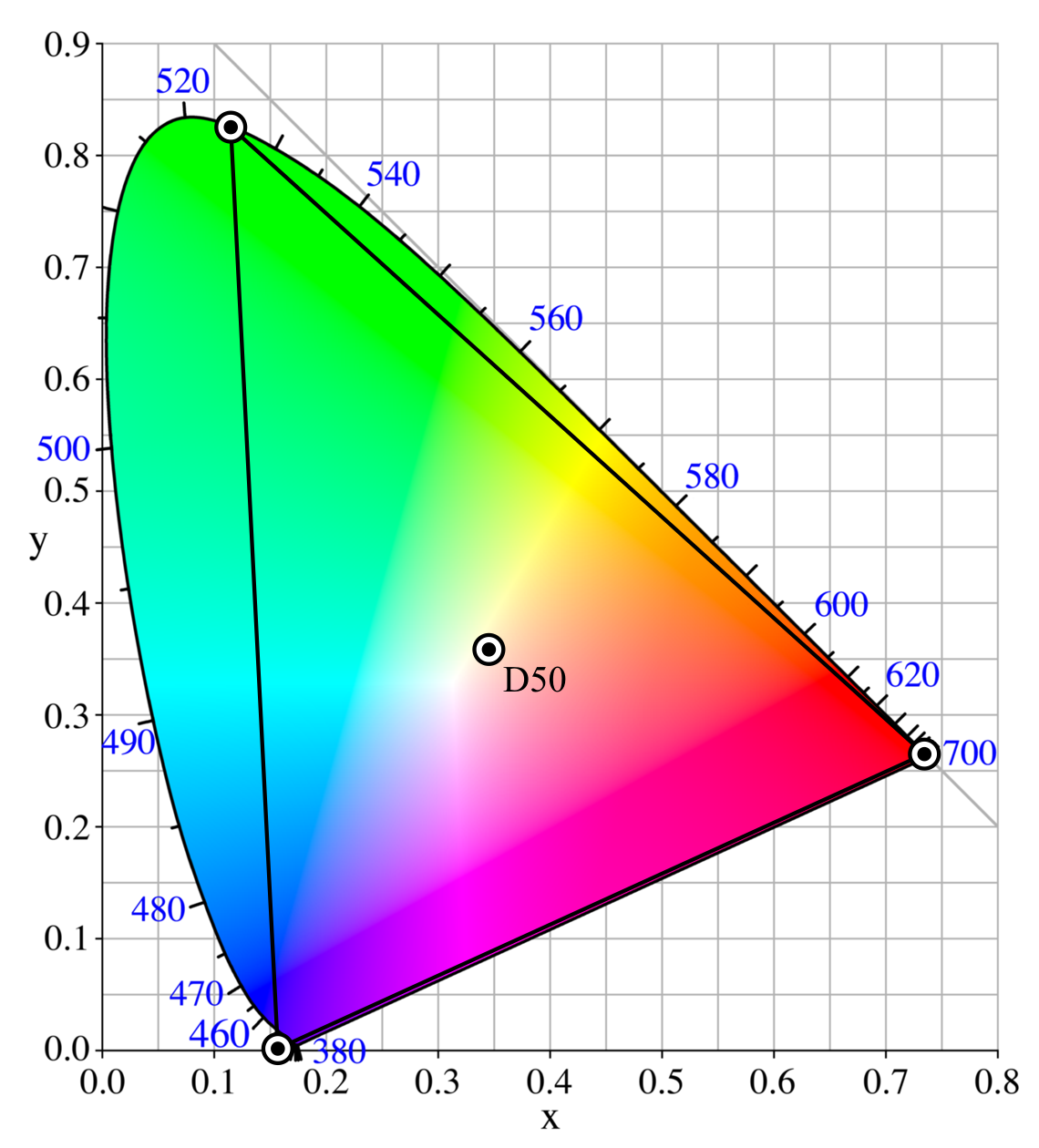
Диаграмма цветности CIE 1931 xy, показывающая диапазон цветового пространства RGB с широкой гаммой и расположение основных цветов. Точка белого D50 показана в центре.

Цветовое пространство RGB с широкой гаммой (или Adobe Wide Gamut RGB) — цветовое пространство RGB, разработанное Adobe Systems, которое предлагает большую гамму за счет использования чистых спектральных основных цветов. Он способен хранить более широкий диапазон значений цвета, чем цветовые пространства sRGB или Adobe RGB. Для сравнения, цветовое пространство RGB с широкой гаммой охватывает 77,6 % видимых цветов, заданных цветовым пространством CIELAB, в то время как стандартное цветовое пространство Adobe RGB охватывает всего 52,1 %, а sRGB — только 35,9 %.
При работе в цветовых пространствах с такой большой гаммой рекомендуется использовать глубину цвета 16 бит на канал, для избежания эффектов постеризации. Это будет происходить чаще в 8-битных режимах на канал, так как шаги градиента значительно больше.
Как и в случае с sRGB, значения цветовых компонентов в RGB с широкой гаммой не пропорциональны яркости. Как и в Adobe RGB, предполагается гамма 2,2, без линейного участка вблизи нуля, который присутствует в sRGB. Точное значение гаммы равно 563/256, или 2,19921875.
Точка белого соответствует D50. Цветности основных цветов и точки белого следующие:
| Цвет         | Цвет CIE x | CIE y  | Длина волны |
| ------------ | ---------- | ------ | ----------- |
| Red          | 0.7347     | 0.2653 | 700 нм      |
| Green        | 0.1152     | 0.8264 | 525 нм      |
| Blue         | 0.1566     | 0.0177 | 450 нм      |
| Точка белого | 0.3457     | 0.3585 |             |